# 梅西塔 (科羅拉多州)
梅西塔（英語：Mesita）是位於美國科羅拉多州科斯蒂亞縣的一個非建制地區。該地的面積和人口皆未知。

## 地理
梅西塔的座標為37°05′52″N 105°36′08″W / 37.09778°N 105.60222°W，而該地的平均海拔高度為2339米（即7674英尺）。